# 検閲に反対するフェミニストの会
検閲に反対するフェミニストの会（けんえつにはんたいするフェミニストのかい、Feminists Against Censorship、FAC）は、特に性的な素材の検閲に反対するフェミニストの主張を提示し、個々の性的表現を擁護するために、1989年にイギリスで設立された女性の大規模なネットワーク。 
FACには予算がなく、有給のスタッフや事務所もない。FACとそのメンバーは、検閲とポルノグラフィに関連する研究、分析、および個人的な経験を提示するいくつかの本を作成した。彼女らはまた、一般の人々と対話し、大学の討論に参加したり、テレビに出演したり、ラジオの議論に参加したりしている。 